# 叢鷹鴞
叢鷹鴞（學名Uroglaux dimorpha）是一種貓頭鷹。它們的頭部細小，尾巴很長，雙翼圓而短。其面盤呈白色，細小及不明顯，有黑色斑紋，眼眉白色。上身呈淡黃色，下身呈黑色及褐色。眼睛呈鮮黃色，喙灰色至黑色。雄鳥比雌鳥大，在貓頭鷹中也較為特別。
叢鷹鴞主要棲息在低地雨林或大草原的帶狀林，有時也會到海拔高達1500米的地方。它們可能是留鳥，被限制於在新畿內亞的分佈地。
它們很難被見到，有可能受到伐林的影響。